# Joigny-sur-Meuse
Joigny-sur-Meuse is een gemeente in het Franse departement Ardennes (regio Grand Est) en telt 698 inwoners (2005). De plaats maakt deel uit van het arrondissement Charleville-Mézières.

## Geschiedenis
De gemeente werd op 22 maart 2015 opgenomen in het op die dag gevormde kanton Bogny-sur-Meuse nadat het kanton Nouzonville, waar de gemeente tot dan toe onder viel, werd opgeheven.

## Geografie
De oppervlakte van Joigny-sur-Meuse bedraagt 3,8 km², de bevolkingsdichtheid is 183,7 inwoners per km².
De onderstaande kaart toont de ligging van Joigny-sur-Meuse met de belangrijkste infrastructuur en aangrenzende gemeenten.

## Demografie
Onderstaande figuur toont het verloop van het inwonertal.

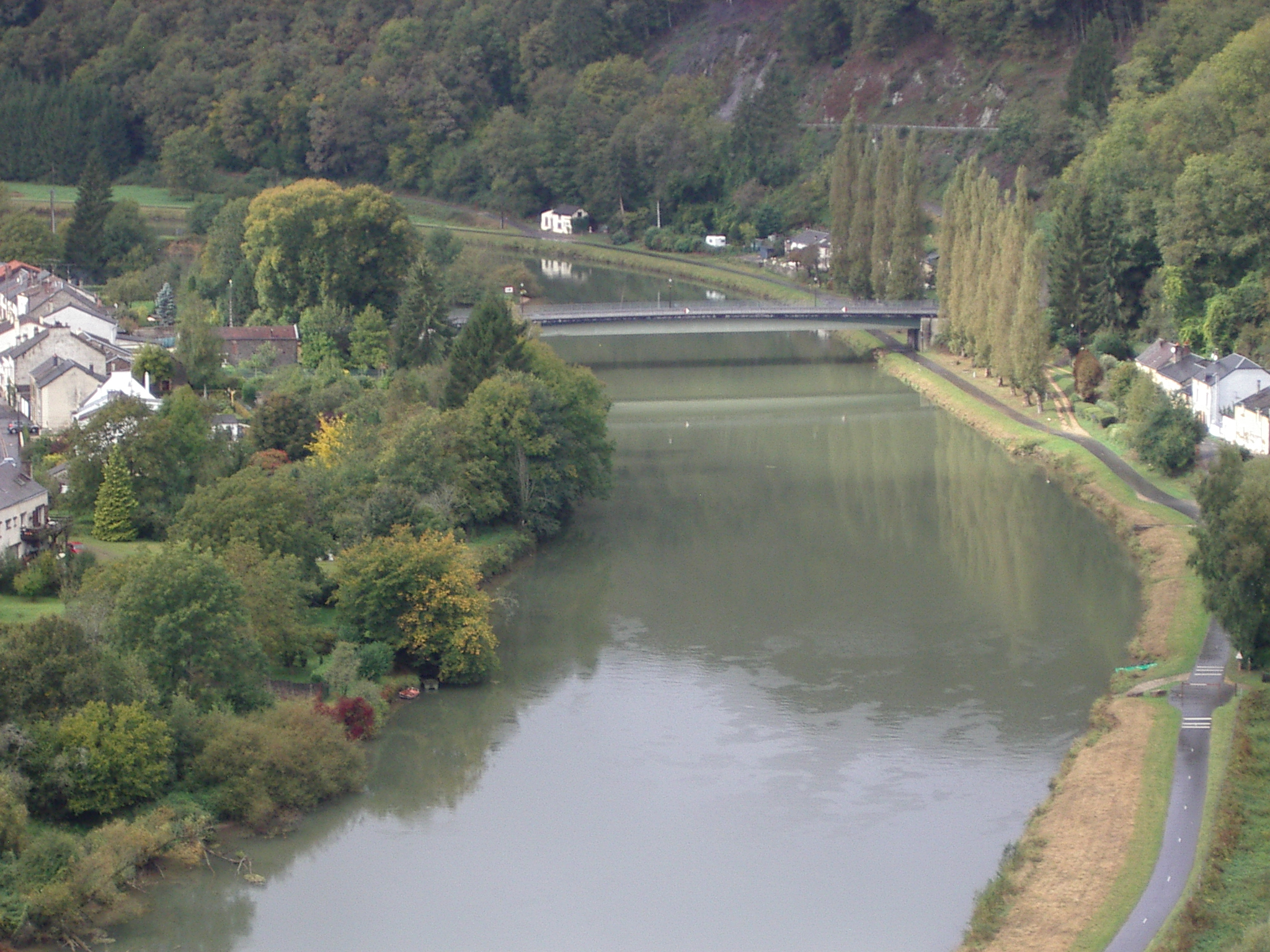
De Maas bij Joigny-sur-Meuse

Vanwege een beveiligingsprobleem met de MediaWiki Graph-software is het momenteel niet mogelijk deze grafiek weer te geven. Zodra de software is bijgewerkt zal de grafiek vanzelf weer zichtbaar worden.
Bogny-sur-Meuse · Deville · Haulmé · Les Hautes-Rivières · Joigny-sur-Meuse · Laifour · Les Mazures · Montcornet · Monthermé · Renwez · Thilay · Tournavaux